# Công nghiệp nặng

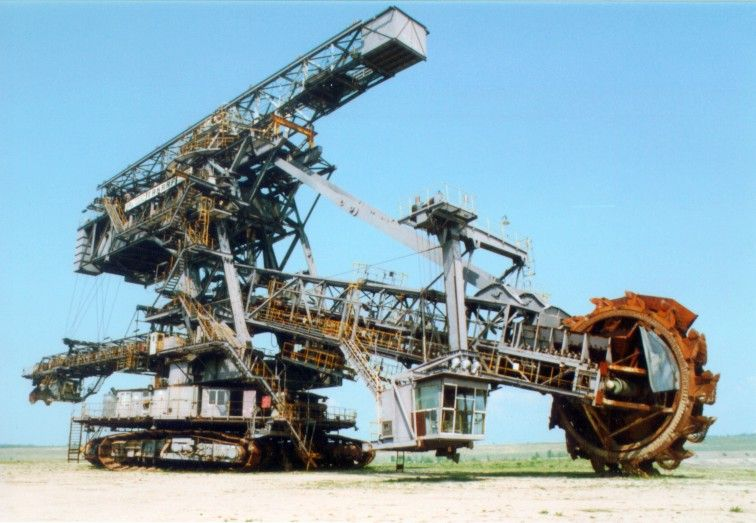
Máy xúc, khai thác mỏ than lộ thiên

Công nghiệp nặng là lĩnh vực công nghiệp sử dụng nhiều tư bản, đối ngược với công nghiệp nhẹ là lĩnh vực sử dụng nhiều lao động. Công nghiệp nặng không dễ dàng tái phân bố như công nghiệp nhẹ vì nhiều tác động đến môi trường và chi phí đầu tư nhiều hơn.
Tuy vậy, khác với công nghiệp nhẹ, không có một định nghĩa thống nhất cho lĩnh vực này. Định nghĩa ở trên không bao trùm đầy đủ mọi đặc điểm của công nghiệp nặng. Một số định nghĩa công nghiệp nặng dựa vào khối lượng của sản phẩm được tạo ra. Một trong số đó căn cứ trên khối lượng trên chi phí sản phẩm, ví dụ một đô-la mua được lượng thép hoặc nhiên liệu nặng hơn một đô-la dược phẩm hoặc quần áo. Định nghĩa khác lại dựa trên khối lượng nguyên liệu qua tay mỗi công nhân hoặc dựa trên chi phí nguyên liệu trong tổng giá trị sản phẩm tạo ra.
Công nghiệp nặng có thể được hiểu là ngành mà sản phẩm dùng để cung cấp cho các ngành công nghiệp khác. Ví dụ, đầu ra của các xưởng thép, nhà máy hóa chất là đầu vào của các doanh nghiệp sản xuất, dịch vụ hoặc bán buôn khác nhiều hơn là bán lẻ đến tay người tiêu dùng.
Công nghiệp nặng thường được xác định bởi các chính phủ và các nhà hoạch định chính sách trên cơ sở tác động đến môi trường. Những định nghĩa này nhấn mạnh quy mô tư bản ban đầu hoặc ảnh hưởng sinh thái bởi đặc thù của nguồn tài nguyên sử dụng, quá trình sản xuất và sản phẩm tạo thành. Theo nghĩa này thì công nghiệp bán dẫn sẽ "nặng" hơn công nghiệp hàng điện tử dân dụng cho dù các vi mạch đắt hơn rất nhiều dựa trên khối lượng của chúng.

## Các ngành công nghiệp nặng
- Luyện kim
- Khai thác than
- Sản xuất phân bón
- Cơ khí
- Điện tử - tin học
- Công nghiệp năng lượng

## Công nghiệp nặng trong quản lý nhà nước và pháp luật
Công nghiệp nặng giành được sự quan tâm đặc biệt trong các quy định pháp luật về phân vùng hoạt động kinh tế.
Nhiều quy định kiểm soát ô nhiễm nhằm vào công nghiệp nặng bởi, dù đúng hay sai, ngành công nghiệp này vẫn bị quy cho gây ô nhiễm hơn bất kỳ hoạt động kinh tế khác.

## Nhật Bản
Nhật Bản là quốc gia sử dụng khái niệm công nghiệp nặng khá phổ biển. Nó mang nghĩa là hình thành cho những dự án lớn. Các dự án này có thể là xây dựng các toà nhà lớn, các nhà máy xi-măng, đóng tàu biển, và bao gồm cả việc chế tạo các máy móc xây dựng, máy công nghiệp. Hiểu một cách khác, các dự án công nghiệp nặng được khái quát là tập trung tư bản, yêu cầu nguồn lực lớn, các thiết bị và kỹ năng quản lý tiên tiến, hiện đại.

## Mỹ
Mỹ là cường quốc phát triển mạnh nhất về ngành công nghiệp đặc biệt là công nghiệp nặng tập trung ven Đông Bắc Hoa Kỳ và gần biên giới México được gọi là vành đai mặt trời Một phần quan trọng của vấn đề sử dụng nhân lực ở Hoa Kỳ có liên quan trực tiếp hoặc gián tiếp tới sản xuất. Đa số các thành phố đã hình thành và trải qua những giai đoạn tăng trưởng chính của chúng, khi mà sản xuất là yếu tố chủ yếu trong sự phát triển đô thị.

Nhà máy lọc dầu Hoa Kỳ

Ngày nay, có sự chuyên môn hóa đáng kể theo khu vực trong sản xuất, một phần là kết quả của tính đa dạng của sự sẵn có các nguyên liệu thô cho công nghiệp, và một phần là do những mối liên kết công nghiệp; tổ hợp sản xuất chế tạo ra các bộ phận của một thành phẩm nào đó được bố trí ở gần nhau và gần khu lắp ráp cuối cùng để tối thiểu hóa tổng chi phí vận chuyển.

Vận chuyển hàng hóa

Những nguồn quan trọng khác của tính đa dạng bao gồm sự khác biệt về tính sẵn có của lao động hay các kỹ năng của lao động, về chất lượng của các phương tiện giao thông vận tải, và về những quan điểm chính trị của địa phương. Các khu vực có xu hướng chuyên môn hóa sản xuất những gì mà nó có thể sản xuất tốt nhất. Và với sự chuyên môn hóa theo khu vực này, sự phụ thuộc lẫn nhau của các khu vực đã xuất hiện; rất ít khu vực của nước Mỹ thực sự độc lập trong sản xuất, mặc cho niềm kiêu hãnh địa phương có khiến chúng ta tin vào điều gì đi nữa.
Còn để góp phần phát triển kinh tế nhờ có Hiệp định mậu dịch tự do Bắc Mĩ (NAFTA) của 3 nước Hoa Kỳ, Canada và México

## Trung Quốc
Trung Quốc là nước có số dân đông nhất thế giới cùng với đường lối chính sách mở cửa Đặng Tiểu Bình, nguồn tài nguyên dồi dào phong phú và nhiều nguồn lao động. Nhờ đó Trung Quốc có đủ điều kiện phát triển ngành công nghiệp nặng
Theo số liệu vừa được Cục thống kê Quốc gia Trung Quốc (NBS) công bố, trong thời gian từ 1978 đến 2007, tốc độ tăng trưởng trung bình của GDP Trung Quốc là 9,8%, thu nhập bình quân đầu người từ 190 USD lên 2.360 USD, kim ngạch nhập khẩu từ 10,9 tỷ USD lên 956 tỷ USD, kim ngạch xuất khẩu từ 9,8 tỷ USD lên 1.220 tỷ USD, dự trữ ngoại tệ từ 167 triệu USD lên 1.500 tỷ USD.
Ngoài ra, Trung Quốc cũng rất chú trọng đến khoa học kĩ thuật, trình độ của người lao động và giáo dục.